# Халида Халаф Ханна аль-Тваль
Полковник Халида Халаф Ханна аль-Твал — офицер полиции Иордании. В настоящее время она является одной из видных высокопоставленных женщин в службах безопасности Иордании.
Она начальник отдела женской полиции Управления общественной безопасности (Public Security Directorate, PSD), ключевой член Иорданской национальной комиссии по делам женщин (Jordan National Commission for Women, JNCW) и хорошо известна своими усилиями по расширению прав и возможностей женщин и их безопасности в Иордании. Она присоединилась к Управлению в 1991 году, работала волонтёром по делам беженцев, была координатором во время сирийского повстанческого кризиса. Ранее она работала редактором новостей, продюсером программ, писательницей и ведущей дирекции.
8 марта 2019 года ей была вручена Международная женская награда за отвагу (награда, которая вручается женщинам в Международный женский день за их выдающиеся достижения, которые часто остаются незамеченными).